# Skarberget
Skarberget est une localité du comté de Nordland, en Norvège.

## Géographie
Administrativement, Skarberget fait partie de la kommune de Tysfjord.